# King and Queen’s Young Company
The King and Queen’s Young Company, populär als Beeston’s Boys war eine Truppe von Boy Actors des 17. Jahrhunderts in England. Ihre aktive Zeit lag zwischen den Jahren 1637 und 1642.

## Ursprünge
Die Truppe wurde zu Jahresbeginn 1637 – mit nachträglicher königlicher Genehmigung – von dem Theaterbetreiber und Impresario Christopher Beeston zusammengestellt. Dies geschah zu einer Zeit als sich das Theater in einer Art neuem Aufbruch neu organisierte. Vom Mai 1636 bis Oktober 1637 mussten nämlich, aufgrund eines Beulenpestausbruchs, alle Theater Londons geschlossen bleiben; auch war die Gründung einer Jugendspielgruppe eine Rückkehr zu einer älteren Praxis, welche zu Anfang des 17. Jahrhunderts Truppen wie Children of Paul’s und die the Children of the Chapel große Erfolge feiern ließ, aber auch nicht unumstritten waren.
Die Idee zur Gründung reifte während der langen, durch den Ausbruch der Pest verordneten Zwangspause. Diese war Beeston gewillt auch ohne die hierzu eigentlich erforderliche Erlaubnis des Lord Chamberlain zu unternehmen. Darum brachte die erste öffentliche Darbietung der Beeston’s Boys ihren Schöpfer auch gleich in Schwierigkeiten; gleichwohl erhielt er eine nachträgliche Erlaubnis, welche auch nachdatiert wurde. Die Wissenschaft nimmt heute an, dass Beeston mächtige Freunde hatte, die den Lord Chamberlain bewogen, ihm doch noch zur Seite zu stehen. Die Beziehung zwischen Lord Chamberlain Pembroke (Amtszeit 1626–1641) und Christopher Beeston war so eng, dass für die Boy Actor-Truppe von großem Vorteil war. „Nun eine Company von Jugendlichen führend ... die direkte Unterstützung des Lord Chamberlain genießend und das reiche Repertoire der Queen Anne’s Men haltend, war Beeston tatsächlich unangreifbar“.
Der Lord Chamberlain erließ zudem die Anweisung, dass „kein Stück ohne die Erlaubnis Beestons als Geschäftsführer der King and Queen’s young company oder seinen Nachfolgern in der Geschäftsführung [Management] gezeigt werden durfte.“.
Viele später bekannte Schauspieler und Dramatiker entstammen diesen jungen Theaterkompanien. Beeston wusste um diese Talentschmieden und versuchte diese wieder zum Wohle des Theaters zu etablieren. Aber auch, weil Beeston eine Knabentruppe vergleichsweise geringer entlohnen konnte. Einen ähnlichen Versuch startete acht Jahre zuvor der erfahrene Schauspieler Richard Gunnell, der Erbauer des Salisbury Court Theatre. Es wurde allerdings kein Erfolg, da das Theater aufgrund der Pest de Öfteren geschlossen bleiben musste.
Die King and Queen’s Young Company, wie ihr offizieller Name zu Ehren des Erlaubnisgebers lautete, standen seit Jahresbeginn 1637 auf der Bühne und waren von Anfang an erfolgreich; sie und ihr Ansehen erreichten unter ihrem Beinamen Beeston’s Boys rasch die öffentliche Aufmerksamkeit. Als ihr Schöpfer Christopher Beeston im Oktober 1638 starb übergab er seinem Sohn William Beeston die Geschäfte.
Dies beinhaltete nicht nur das Management der Beeston’s Boys, sondern auch die Leitung seiner Theater Cockpit und Red Bull. Allerdings war William nicht so sehr geschäftstüchtig, wie sein Vater, dennoch gelang es ihm die Geschäfte bis zur Schließung der Londoner Theater (1642) in ausreichendem Maße weiter zu führen. Für den mäßigen Erfolg waren allerdings auch die Pestgefahren und die unruhigen Jahre vor dem Englischen Bürgerkrieg mitverantwortlich.

## Die Leitung
Christopher Beeston war ein engagierter Leiter seines Cockpit Theatres (offizieller Name: Phoenix Theatre). Über die Jahre „managte er fünf Phoenix Companies: Queen Anne’s (1617–19), Prince Charles’s (1619–22), Lady Elizabeth’s (1622–25), Henrietta Maria’s (1625–37) und die die King and Queen’s Young company“. Beeston hatte bereits große Theatererfahrung, als er diese Kompanien leitete und er besaß auch das Urheberrecht an vielen der Stücke, die im Phoenix aufgeführt wurden. Dass ein Theaterbesitzer Stücke in seinem Besitz hatte, anstatt dass diese, wie sonst üblich, das Eigentum (und wertvollster Besitz) der jeweiligen Kompanien war, war zu dieser Zeit recht ungewöhnlich war. Die Beeston’s Boys zeigten Aufführungen von Cupid's Revenge, The Knight of the Burning Pestle und The Court Beggar. Das Letztgenannte, The Court Beggar, brachte die Boyplayer-Truppe in einige Schwierigkeiten, welche dazu führten, dass der Theaterleiter William Davenant das Theater einige Zeit übernehmen musste. Da die Truppe solch ein großes Repertoire an Stücken besaßen, waren sie in der Lage es selbst mit so großen Companies wie Queen’s Men aufzunehmen. William Beeston wurde am 5. April eidlich als Hauptverantwortlicher für die King and Queen’s Young Company bestellt.

## Mitglieder
Die einzelnen Mitglieder der Beeston’s Boys waren zumeist älter als die Boy Actors früherer Generationen; so befanden sich einige der jungen Schauspieler bereits in ihren Zwanzigern. Die Truppe galt auch als die erste hybride Theaterkompanie, welche aus jungen und älteren, gestandenen Schauspielern bestand. So gesellten sich bald auch ältere Schauspieler der Queen Henrietta’s Men hinzu, dem Ensemble, welches zuvor in Christopher Beestons Cockpit Theatre residierte. Darunter Ezekiel Fenn, ein Boy Player, der in Frauenrollen erfahren war; Theophilus Bird; Robert Axell, John Page und George Stutfield, der möglicherweise von der Bühne ins Management wechselte. Diese älteren Schauspieler, so nimmt man an, agierten auch gemeinschaftlich als Schauspiellehrer. Sie waren auch Ansprechpartner für die Behörden, wie auch Anteilseigner der Truppe. 1638 kam Nicholas Burt von den King’s Men und blieb bei den Beeston’s Boys bis zur Schließung aller Londoner Theater im Jahr 1642.
Ein Personalverzeichnis der Truppe von 1639 listet auch Robert Cox, Edward Davenport, Edward Gibbes, John Lacy, Samuel Mannery und Michael Mohun, Robert Shatterell, William Trigg und John Wright auf. Sowohl Mannery als auch Wright spielten als Mitglieder der Prince Charles’s Men im 1631 aufgeführten Hollands Leaguer (siehe auch das Bordell gleichen Namens) die weibliche Rollen. Edward Gibbes war bei den King’s Revels Men gewesen und ein versierter Fechter. William Beeston gelang es recht früh Richard Brome, einen Dichter und Dramatiker am Salisbury Court Theatre für sieben Jahre als Hausdramatiker für das Cockpit Theatre zu gewinnen.

## Kontroverse
1640, zwei Jahre nach dem Tode Christopher Beeston, führten die Beeston’s Boys ein Stück auf, welches den König Charles I. persönlich beleidigte. Im Stück wurde auf seine Niederlage angespielt, die er bei dem kürzlichen Versuch, erlitt die schottischen Presbyterianer zu unterwerfen. Allerdings ist nicht klar, um welches Stück es sich handelte. Als wahrscheinlichster Kandidat gilt Richard Bromes The Court Beggar. Allerdings sind dort heute die beleidigenden Passagen nicht mehr erhalten.
William Beeston wurde am 4. Mai 1640 in das Marshalsea-Gefängnis verbracht; Sir Henry Herbert, der amtierende Master of the Revels (Theatergenehmigungsbehörde unter dem Lord Chamberlain), beauftragte gegen Ende Juni den Dramatiker und Schauspieler William Davenant mit der Leitung des Theaters und seiner Ensembles. Davenants Streben nach einem eigenen Theaterhaus ist belegt durch ein Patent, welches er am 6. März 1639 aus der Hand des Königs erhielt und ihn ermächtigte an der Fleet Street ein Musiktheater zu errichten. Am 2. Oktober desselben Jahres nahm er davon aber wieder Abstand. Der Grund könnte die Rücknahme des Patents aufgrund von Einsprüchen gewesen sein. Er dürfte sehr erfreut gewesen sein, als sich ihm nun die Gelegenheit im Cockpit darbot. Jedoch war der königsergebene Davenant auch politisch recht umtriebig, plante sogar eine Gefangenenbefreiung und die gewaltsame Besetzung des Towers (siehe Army Plots (1641)) und hatte wenig Zeit für die Leitung des Theaters. Folgerichtig waren die Vorstellungen der Beeston’s Boys nicht so erfolgreich, wie unter ihrem Namensgeber. Die Behörden sahen dies natürlich nicht voraus. Als Davenant im Jahr darauf aus England fliehen musste, war der Lord Chamberlain gezwungen, William Beeston wieder einzusetzen. Gegen Kaution wurde dieser aus dem Gefängnis entlassen und übernahm wieder die Geschäfte des Phoenix (Cockpit).

## Repertoire
Aufgrund der Jahrzehnte währenden Arbeit des Gründers, verfügten die Beeston’s Boys ein reichhaltiges Repertoire von Theaterstücken, darunter Arbeiten der renommierten Dramatiker ihrer Zeit. In den Jahren ihres kurzen Daseins zeigten sie:
- All's Lost by Lust (William Rowley)
- Argalus and Parthenia (Henry Glapthorne)
- The Bloody Banquet („T. D.“)
- The Bondman (Philip Massinger)
- The Bride (Thomas Nabbes)
- The Changeling (Middleton/Rowley)
- The Cid Part 1 (Joseph Rutter)
- The City Nightcap (Robert Davenport)
- The Coronation (James Shirley)
- The Court Beggar (Richard Brome)
- The Cunning Lovers (Alexander Brome?)
- The Example (Shirley)

- A Fair Quarrel (Middleton/Rowley)
- The Grateful Servant (Shirley)
- The Great Duke of Florence (Massinger)
- A Jovial Crew (Brome)
- King John and Matilda (Davenport)
- The Maid of Honour (Massinger)
- The Maid’s Revenge (Shirley)
- A New Way to Pay Old Debts (Massinger)
- The Rape of Lucrece (Thomas Heywood)
- The Renegado (Massinger)
- Schade, dass sie eine Hure ist (John Ford)
- The Wedding (Shirley)
- Wit in a Constable (Glapthorne)
- The Young Admiral (Shirley)

Dieses Repertoire an Stücken ist insoweit bemerkenswert, da die meisten Stücke von Beeston’s Boys nicht ihnen gehörten, sondern dem Cockpit Theatre und viele dieser Stücke auch im Repertoire der im Zuge der Pestschließungen zum Teil aufgelösten Queen Henrietta’s Men auftauchten. Dies deutet darauf hin, dass viele Mitglieder der Knabentruppe früher Mitglieder der Henriettas oder in irgendeiner Weise mit ihnen verbunden waren. Christopher Beeston führte das Repertoire jener Schauspieltruppe in das Eigentum des Cockpit Theatre. Das stärkte die Verbindung der Beeston’s Boys zum Haus, machte es ihnen aber unmöglich, außerhalb des Cockpits Aufführungen zu geben. Gleichzeitig blieb das Cockpit der Ort, an welchem sie aufgrund der auf sie zugeschnittenen Beschaffenheit der Stücke, ein sicheres Engagement hatten.

## Ende
Es ist nicht viel überliefert über den Verbleib der Beeston’s Boys nach der Schließung der Londoner Theater 1642. Es ist möglich, dass sie in den 1650ern mit William Beeston und weiteren Boy Actors immer noch Stücke einübten. Beeston führte auch einige Reparaturen am Theater durch in der Hoffnung, dass er und seine Truppe bald wieder beginnen könnten.
Als die Londoner Theater 1660 im Zuge der Stuart-Restauration wieder öffnen durften, gelang es Beeston eine neue Truppe von Beeston’s Boys zusammenzustellen, mit denen er die ersten Jahre am Cockpit und dem Salisbury Court Theatre auftrat.